# Rafał Blechacz
Rafał Blechacz (* 30. června 1985 Nakło nad Notecią, Polsko) je polský klavírista, absolutní vítěz prestižní Chopinovy mezinárodní klavírní soutěže v roce 2005.

## Životopis
S hrou na klavír začínal až v osmi letech, z počátku uvažoval také o hře na varhany. V roce 2007 promoval na Hudební akademii Felikse Nowowiejského v Bydgoszczi, kde studoval u Katarzyny Popowové-Zydron.
Jeho hvězdnou kariéru odstartoval úspěch z 21. října 2005 v Chopinově mezinárodní klavírní soutěži ve Varšavě, kdy získal hlavní ceny v těchto pěti kategoriích: polonéza, mazurka, sonáta, klavírní koncert a nejlepší polský účastník soutěže.
V roce 2007 nahrál u společnosti Deutsche Grammophon komplet Chopinových preludií, druhé CD z roku 2008 pro Deutsche Grammophon obsahovalo sonáty dalších světových skladatelů (Haydn, Beethoven, Mozart), třetí CD z roku 2009 obsahuje oba Chopinovy klavírní koncerty.

## Důležité koncertantní úspěchy
- 1996 – První cena v klavírní soutěži Chariot Apolla.
- 1997 – První cenu a čestné uznání za klavírní přednes skladeb Frederica Chopina v národní soutěži v Saganu.
- 1998 – Druhá cena v soutěži skladatele K.Pałbickiego v Bydhošti.
- 1999 – Druhá cena v celostátní soutěži Chopin pro děti a mládež.
- 2002 – Druhá cena v Mezinárodní soutěži pro mladé klavíristy "Arthur Rubinstein in memoriam" v Bydhošti.
- 2002 – Titul laureáta ze soutěže "Mladé pódium XXXVI" v rámci polského klavírního festivalu v Slupsku.
- 2003 – Druhá cena na páté mezinárodní klavírní soutěži v Hamamatsu v Japonsku.
- 2004 – První cenu na Mezinárodní klavírní soutěži v Maroku.
- 2005 – 21. října se stal vítězem patnáctého ročníku Chopinovy mezinárodní klavírní soutěže.